# Kệ sách

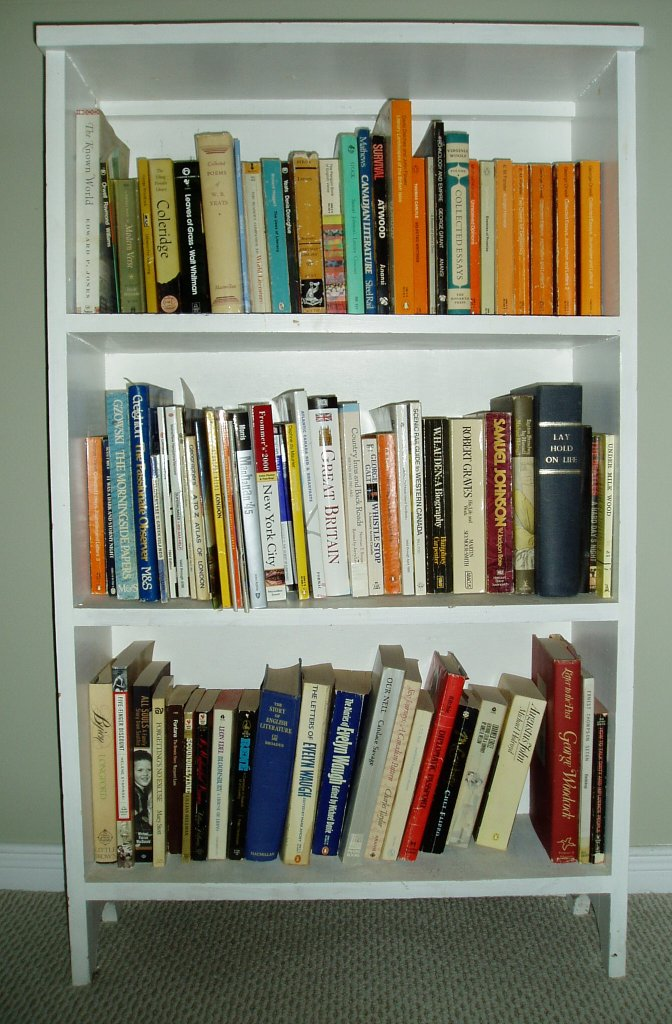
Một kệ sách

Kệ sách hay còn gọi là giá sách hay cũng được gọi tủ sách là một vật dụng nội thất dùng để lưu trữ sách hoặc các vật dụng trang trí. Kệ sách thường được sử dụng trong thư viện, phòng học, phòng làm việc, phòng khách, đôi lúc kệ sách được đặt tại gầm cầu thang hoặc làm vách ngăn giữa các phòng.

## Cấu tạo
Kệ sách có cấu tạo chung gồm phần khung và các thanh ngang được gọi là đợt. Mỗi kệ sách gồm nhiều nhiều đợt ngăn cách giá sách thành nhiều ngăn (tầng). Mỗi tầng có chiều cao khoảng 25–35 cm, gần bằng với chiều cao của mỗi cuốn sách. Một số giá sách có phần che phía sau, phần này được gọi là hậu. Chiều rộng của giá sách khoảng 21–25 cm, một số giá sách dùng cho văn phòng có chiều rộng lớn hơn do những tệp tài liệu văn phòng thường có chiều rộng lớn hơn so với sách vở thông thường. Một số giá sách được thiết kế có thêm cánh cửa có thể bằng kính hoặc bằng gỗ để bảo vệ sách khỏi các tác nhân của môi trường như bụi. Một số giá sách khác được thiết kế thêm chân di động để dễ dàng di chuyển hoặc có thêm ngăn kéo để chứa đựng các vật dụng nhỏ khác. Kệ sách thường được làm bằng chất liệu gỗ (có hai loại gỗ thường được sử dụng là gỗ tự nhiên và gỗ công nghiệp), một số loại khác sử dụng bằng chất liệu nhựa hoặc bằng kim loại.

## Phân loại
Kệ sách được chia thành nhiều loại khác nhau dựa theo kiểu dáng, chất liệu, vị trí và công dụng của nó.

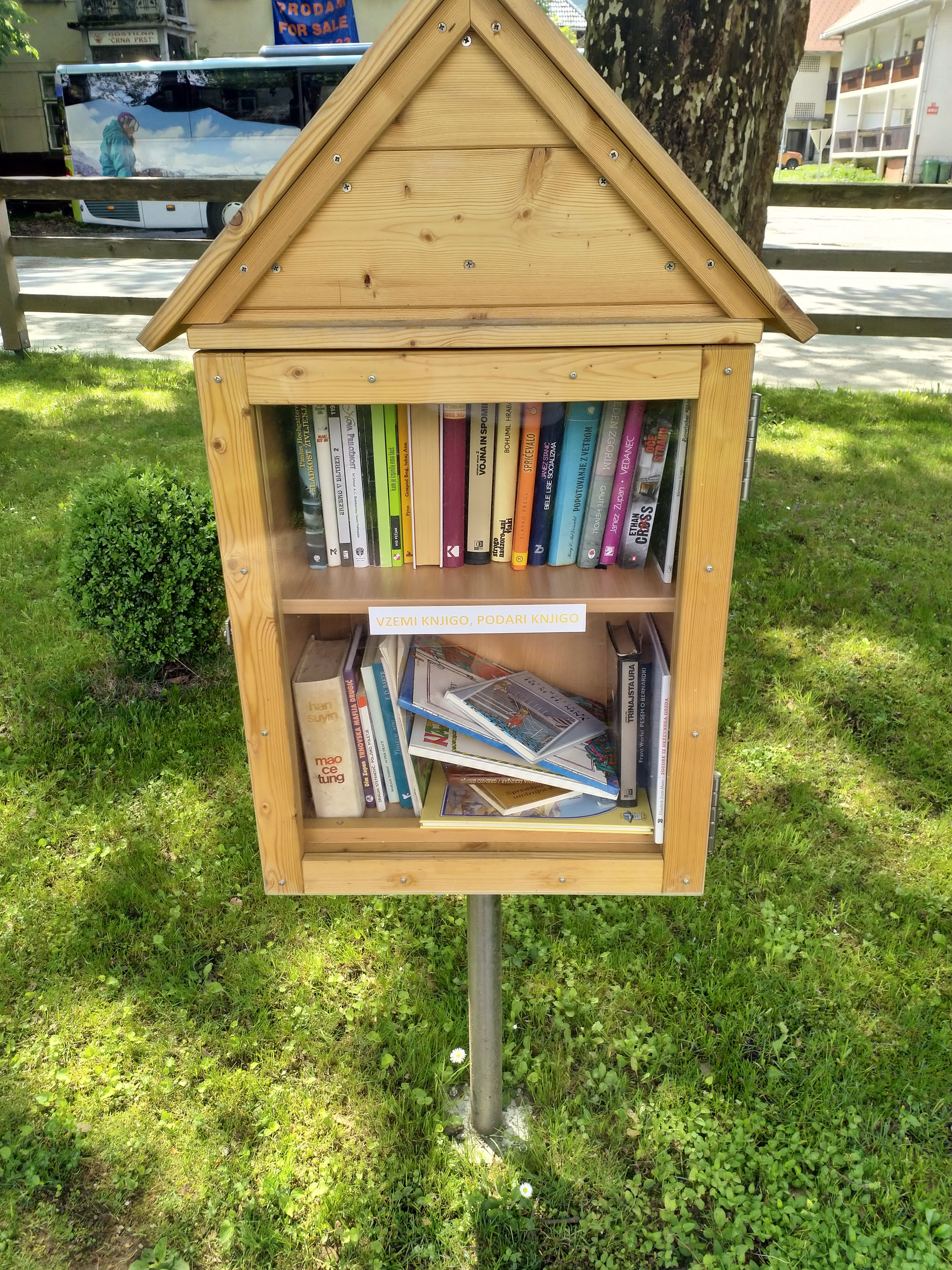
Một tủ sách gỗ ở Khu tự trị Bohinj

- Kệ sách gỗ: Là kệ sách là một kệ sách được làm từ phần lớn chất liệu là gỗ, có thể là gỗ tự nhiên hoặc gỗ công nghiệp
- Kệ sách sàn: Là kệ sách được thiết kế để đặt dưới sàn.
- Kệ sách treo tường: Là kệ sách được thiết kế treo tường thông thường kệ sách treo tường không sẽ không có mặt hậu mà sử dụng tường làm mặt hậu.
- Kệ sách góc là kệ sách được thiết kế gồm 2 mặt tiền 1 mặt hậu và một mặt bên. Kệ được thiết để đặt ở góc phòng.
- Kệ sách phòng khách: Là kệ sách được chăm chút về tính thẩm mỹ để trưng bày tại phòng khách
- Kệ sách dưới gầm cầu thang: Là kệ sách được thiết kế theo hình thang hoặc hình tam giác, được đặt dưới gầm cầu thang để tận dụng diện tích thừa bên dưới gầm cầu thang làm nơi lưu trữ sách
- Kệ sách vách ngăn: Là kệ sách có diện thích lớn, chiều rộng nhỏ hơn bình thường, không có mặt hậu dùng để thay thể cho vách ngăn thông thường.

## Sử dụng
Kệ sách là vật dụng nội thất quan trọng trong xây dựng nội thất phòng trẻ em, nội thất phòng làm việc, thư viện hay nội thất trường học. Kệ sách được sử dụng để lưu trữ sách, bảo vệ sách tránh khỏi các tác nhân của môi trường cũng như tạo thành một tổng thể các cuốn sách có gáy sách được quay ra ngoài để người dùng có thể dễ dàng và chính xác cuốn sách mình cần.